# Encyrtus dasucurtoma
Encyrtus dasucurtoma är en stekelart som beskrevs av De Stefani 1898. Encyrtus dasucurtoma ingår i släktet Encyrtus och familjen sköldlussteklar.
Artens utbredningsområde är Italien. Inga underarter finns listade i Catalogue of Life.